# Kreisauge

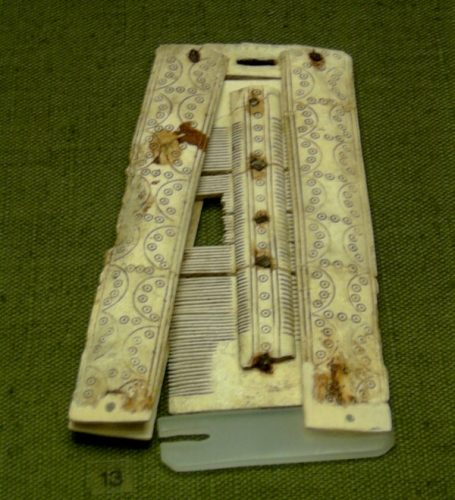
Kreisaugenverzierungen auf einem Beinkamm

Ein Kreisauge ist eine kleine kreisförmige Verzierung mit einem kleinen mittigen Punkt. Diese Verzierungen finden sich seit der Steinzeit auf Knochen-, Holz-, Horn- und seltener aber auf Metallgegenständen.
Kreisaugen werden mit einem speziell für diesen Zweck geschaffenen Bohrwerkzeug hergestellt, das gleichzeitig den Kreis und das Auge fräst. Oft waren die ausgefrästen Konturen mit Farbpigmenten ausgefüllt, damit sich die Verzierungen besser abheben.
Besonders häufig findet man Kreisaugenverzierungen auf Keramik, Beinkämmen, und anderen Gebrauchsgegenständen aus Bein.